# Robert Joly (rugby à XIII)
Pour les articles homonymes, voir Robert Joly (homonymie) et Joly.

a Compétitions nationales et continentales officielles uniquement.

b Matchs officiels uniquement.
Robert Joly, né le 19 octobre 1923 à Roanne et mort le 27 février 2000 au Coteau, est un joueur de rugby à XIII international français évoluant au poste d'ailier dans les années 1940 et 1950.
Natif de Roanne, il est le seul Roannais de la grande équipe de Roanne XIII. Avec ce club, il domine le Championnat de France et remporte le titre de Championnat de France en 1947 bien qu'il ne dispute pas la finale. Ses coéquipiers ont pour nom Joseph Crespo, Élie Brousse, René Duffort et Jean Barreteau. Après ce titre, il rejoint le club voisin de Lyon.
Ses performances en club lui permettent d'être convoqué en équipe de France. il y compte une sélection victorieuse lors de la Coupe d'Europe des nations 1946 contre le Pays de Galles devant près de 25 000 spectateurs.

## Biographie
le 24 mars 1946

Composition de l'équipe de France :
Le 24 mars 1946, il devient international français avec l'équipe de France affrontant le Pays de Galles au Parc Lescure de Bordeaux devant près de 25000 spectateurs. Il s'agit de sa première sélection à l'instar de Robert Casse, Paul Dejean et Ambroise Ulma. Il sort victorieux de cette rencontre sur le score de 19-7. C'est son unique sélection.

## Palmarès
- Collectif :
  - Vainqueur du Championnat de France : 1947 (Roanne).

### Détails en sélection
| 1. | 24 mars 1946 | Pays de Galles | 19-7 | Coupe d'Europe | Ailier | - | - | - | - |

### Statistiques
| Saison    | Saison | Championnat           | Championnat | Coupe           | Coupe      | Sélection | Sélection | Sélection | Sélection | Sélection | Sélection |
| Saison    | Saison | Comp.                 | Class.      | Comp.           | Class.     | Comp.     | M         | Pts       | Ess.      | Buts      | Dp.       |
| --------- | ------ | --------------------- | ----------- | --------------- | ---------- | --------- | --------- | --------- | --------- | --------- | --------- |
| 1945-1946 | Roanne | Championnat de France | 1/2 finale  | Coupe de France | 1/2 finale | CE        | 1         | 0         | 0         | 0         | 0         |
| 1946-1947 | Roanne | Championnat de France | Vainqueur   | Coupe de France | 1/4 finale |           |           |           |           |           |           |
| 1947-1948 | Lyon   | Championnat de France | 11e         | Coupe de France | 1/8 finale |           |           |           |           |           |           |